# گار ماشین
گار ماشین که گاه به اشتباه «گارد ماشین» نیز گفته می‌شود، نام محله‌ای در جنوب تهران دورهٔ ناصری بود که ایستگاه ماشین دودی موسوم به گار ماشین در آن قرار داشت.
گار (به فرانسوی: gare) واژه‌ای فرانسوی به معنای ایستگاه است. امتیاز احداث اولین خط آهن ایران که تهران را به شاه‌عبدالعظیم در شهر ری متصل می‌کرد را مهندسی فرانسوی به نام مُسیو فابیوس بواتال (Fabius Boital) در دسامبر ۱۸۸۶ از ناصرالدین شاه قاجار گرفت. دلیل او برای احداث خط آهن در این مسیر وجود تعداد بسیار زیاد زواری بود که سالانه به زیارت حرم شاه‌عبدالعظیم می‌رفتند. 
این خط آهن از نزدیکی دروازه خراسان (میدان قیام امروزی) شروع می‌شد و در نزدیکی بقعهٔ شاه عبدالعظیم در شهر ری به پایان می‌رسید. در این دو نقطه، عمارتی که فرانسوی‌ها گار می‌نامیدند به عنوان ایستگاه احداث شد. از آنجا که دارالخلافه تهران در آن زمان این وسیله را که دود زیادی تولید می‌کرد به جای ترن، ماشین دودی می‌نامید، ایستگاهش نیز به گار ماشین شناخته شد. 
گار ماشین تهران در خیابان خراسان ده هزار متر مربع مساحت داشت.  و عمارت آن شش ستون رومی به ارتفاع ۵ متر داشت که هنوز نیز پابرجاست.  خیابان ری امروزی را به نام خیابان گار ماشین می‌شناختند. این محل تا پیش از ساخته شدن عمارت گار ماشین در آن، مکانی بود که مسافران با استفاده از دواب و چهارپا به شاه‌عبدالعظیم مسافرت می‌کردند. 
ایستگاه ماشین دودی در حال حاضر به پارک کوثر تبدیل شده‌است و در ۱۳۷۱، به منظور حفظ آثار تاریخی منطقه، ساختمان آن بازسازی شد و پس از مدتی به خانهٔ فرهنگ تبدیل شد.  که هم اینک با نام خانه فرهنگ و نگارخانه کوثر خدمات فرهنگی، هنری و ورزشی به بازدیدکنندگان ارائه می‌کند. 